# 이탈리아 전쟁 (1521년~1526년)
이탈리아 전쟁 (1521년~1526년) 또는 4년 전쟁은 1521년부터 1526년까지 이어진 이탈리아 전쟁의 일부로, 베네치아 공화국과 프랑수아 1세의 프랑스 왕국 연합군이 신성 로마 제국, 스페인, 잉글랜드 왕국, 교황령에 맞선 전쟁이었다. 전쟁의 원인은 1519년부터 1520년까지 카를이 황제로 선출된 것에 대한 반감과 교황 레오 10세가 마르틴 루터에 대항하여 카를 5세와 동맹을 맺을 필요가 있었기 때문에 발생했다.
1521년 프랑스 왕국과 나바라 왕국이 스페인이 점령한 나바라를 탈환하기 위해 원정을 떠나는 한편 프랑스 왕국이 저지대 국가를 침공하면서 전쟁이 발발했다. 스페인군은 피레네산맥으로 나바르군을 후퇴시켰고, 다른 신성 로마 제국 황제군은 저지대에서 프랑스군의 침입을 격퇴하는데 성공했다. 한편 신성 로마 제국의 카를 5세와 잉글랜드 왕국의 헨리 8세는 브뤼허 조약을 비밀리에 맺고 프랑스에 맞서 공동전선을 펼쳤으며, 이탈리아 반도에서도 전쟁이 시작되었다. 1522년 4월 27일 비코차 전투에서 제국-스페인 연합군은 프랑스군을 격퇴한 뒤 롬바르디아 지역으로 프랑스군을 몰아갔다. 이 전투 이후 전쟁은 프랑스 땅으로 확산되었고, 베네치아 공화국은 신성 로마 제국 연합군과 별도의 평화 조약을 체결했다. 잉글랜드 왕국은 1523년 프랑스 본토를 침공했고, 샤를 드 부르봉은 프랑수아 1세가 자신의 상속권을 노린다는 사실을 알고 프랑수아 1세를 배신한 뒤 신성 로마 제국에 충성을 맹세하였다. 프랑스가 롬바르디아를 되찾으려는 노력이 실패로 끝나면서 샤를 드 부르봉은 스페인군을 이끌고 프로방스로 진격할 기회를 얻었다.
1525년 프랑수아 1세는 밀라노를 다시 침공했다. 그러나 같은 해 파비아 전투에서 프랑수아 1세는 신성 로마 제국의 샤를 드 라누아에게 포로로 붙잡혔고, 프랑수아의 참모들은 대부분이 죽거나 항복하였다. 프랑수아 1세는 롬바르디아에 있는 피지게토네에 유폐되었다가 마드리드에 감금되었다. 프랑수아의 석방을 위한 외교적 작전에는 어머니 루이즈 드 사부아가 쉴레이만 1세의 궁정에 보낸 프랑스 사절단이 포함되어 있었고, 오스만 제국은 카를 5세에게 최후통첩을 보냈다. 이 예견치 못한 프랑스와 오스만 제국의 만남에 기독교 세계는 경악했고, 이 관계는 이후 프랑스-오스만 동맹의 초석이 되었다. 쉴레이만 1세는 1526년 헝가리 왕국을 침공해 모하치 전투에서 헝가리를 패배시켰다. 오스만 제국의 이런 노력에도 불구하고 프랑수아 1세는 마드리드 조약을 체결했고, 프랑수아 1세는 이탈리아와 아르투아, 플랑드르, 부르고뉴에 대한 영유권을 포기해야 했다. 프랑수아 1세는 석방된 이후 조약을 무효로 하고 몇 주 뒤에 코냐크 동맹 전쟁을 개시했다. 이탈리아 전쟁은 이후 30년 동안 더 이어졌으나 프랑스 왕국은 이탈리아에서 더 이상 영토를 확보할 수 없었다.

## 서막
1518년 런던 조약이 체결된 이후, 잉글랜드 왕국, 프랑스 왕국, 신성 로마 제국 그리고 스페인 군주국은 비교적 우호적인 관계를 유지했으며 런던 조약은 공격을 받은 어떤 서명국에게 다른 서명국 모두가 도움을 줄 것과 평화를 깨뜨린 어떤 국가라도 대항하여 단결할 것을 약속했다. 가맹국은 신성 로마 황제의 계승권을 두고 의견이 갈라졌는데 막시밀리안 1세는 합스부르크가에 황제 직을 물려주기 위해 1518년부터 그의 손자 스페인의 카를로스 1세를 홍보한 반면, 프랑수아 1세는 본인을 후보로 내세웠다. 마르틴 루터가 신성 로마 제국 내 일부 귀족들에게 지역 내 교회에 대한 권위를 맡을 수 있는 길을 열면서, 귀족들로부터 지지를 받은 마르틴 루터의 영향력이 커짐에 따라 이를 해결하기 위해 신성 로마 제국과 교황령은 서로 협력할 수 밖에 없었다. 동시에 프랑수아 1세는 헨리 8세의 유능한 심복이자 고문관이었던 추기경 토머스 울지를 상대해야 했다.
1519년 1월 21일 막시밀리안 1세가 사망함에 따라 신성 로마 황제 선출이 유럽의 주요 정치적 문제로 부상했다. 스페인군이 바티칸으로부터 64km 떨어진 지점에서 자신을 위협하고 있던 교황 레오 10세는 프랑수아 1세를 지지했다. 황제직 선출은 기정사실화한 것이 아니었다. 작센 선제후 프리드리히 3세와 브란덴부르크 선제후 요아힘 1세 네스터를 제외하고 대부분의 선제후들은 표를 얻기 위해 카를 5세로부터 뇌물을 받았다. 이미 막시밀리안 1세가 선제후들에게 500,000플로린을 뇌물로 주었지만, 프랑수아 1세는 선제후들에게 3백만 플로린을 뇌물로 주었고, 카를은 푸거가의 은행으로부터 거액의 돈을 빌려 이에 응수했다. 결국 선제후들은 카를을 황제로 선출했고, 1520년 10월 23일 카를은 신성 로마 황제에 선출되었다. 이 시기 카를은 이미 스페인의 왕이었고, 저지대 국가에서 부르고뉴 공국의 영토를 물려받은 상황이었다.
1521년 가을부터 잉글랜드 왕국은 스페인과 프랑스를 중재하기 시작했다. 헨리 8세는 켄트에서 3일 동안 카를 5세를 환대했으나 소득이 거의 없었다.(그러나 잉글랜드와 아라곤 왕국 사이의 동맹을 재확인하는 윈저 조약을 1522년 6월 16일 체결했다.) 그 이전에 헨리 8세와 프랑수아 1세는 1520년 6월 칼레 인근 금란의 들판에서 사치스러운 만남을 가진 적이 있었다. 1520년 7월 헨리 8세는 그레블린에서 프랑수아 1세와 합의를 추구했다.
카를 5세의 주의와 군대를 분산시키고 카를 5세가 이탈리아를 통치하는 것을 막기 위해 프랑수아 1세는 카를 5세와 대리전을 치루기로 결정했다. 로베르 드 라 마크가 이끄는 프랑스군이 룩셈부르크를 침공했고 프랑스-나바라 연합군이 생장피에드드포르를 재점령한 뒤 나바라 지역으로 진격했다. 프랑스-나바라 연합군의 원정은 명목상으로는 1512년 페르난도 2세에게 왕국을 빼앗긴 나바라의 왕이었던 헨리케 2세가 이끌고 있었으나 실질적으로는 앙드레 드 푸아가 군대를 지휘하였으며, 자금과 군대도 프랑스가 지원했다. 프랑스의 계획은 실패로 끝났는데, 룩셈부르크 침공은 하인리히 폰 나사우가 개입하여 프랑스군을 축출했고 나바라 원정 역시 초기에 푸아가 팜플로나를 점령하는데 성공했으나 이후 1521년 6월 30일 에스퀴로즈 전투에서 스페인군에게 패배해 나바라 지역에서 쫓겨났다.
한편 카를 5세는 1521년 4월 보름스 의회에서 루터 문제에 몰두했다. 교황 레오 10세는 자신의 권위에 대한 공개적인 저항을 용납하지 않았고, 황제를 작센의 프리드리히를 지지하는 루터에 대항하여 그를 지원할 잠재적인 동맹으로 여겼다. 1521년 카를은 루터에 반박하는 보름스 칙령을 선포했고, 파르마와 피아첸차를 교황령으로 돌려주었다. 위험한 이단에 대한 선전을 위해 신성 로마 황제의 명령이 필요했던 교황 레오 10세는 롬바르디아에서 프랑스군을 추방하는 것을 돕기로 카를과 약속했고, 이에 따라 이탈리아에 남은 프랑스의 동맹국은 베네치아 공화국 뿐이었다.

## 양측의 초기 전투

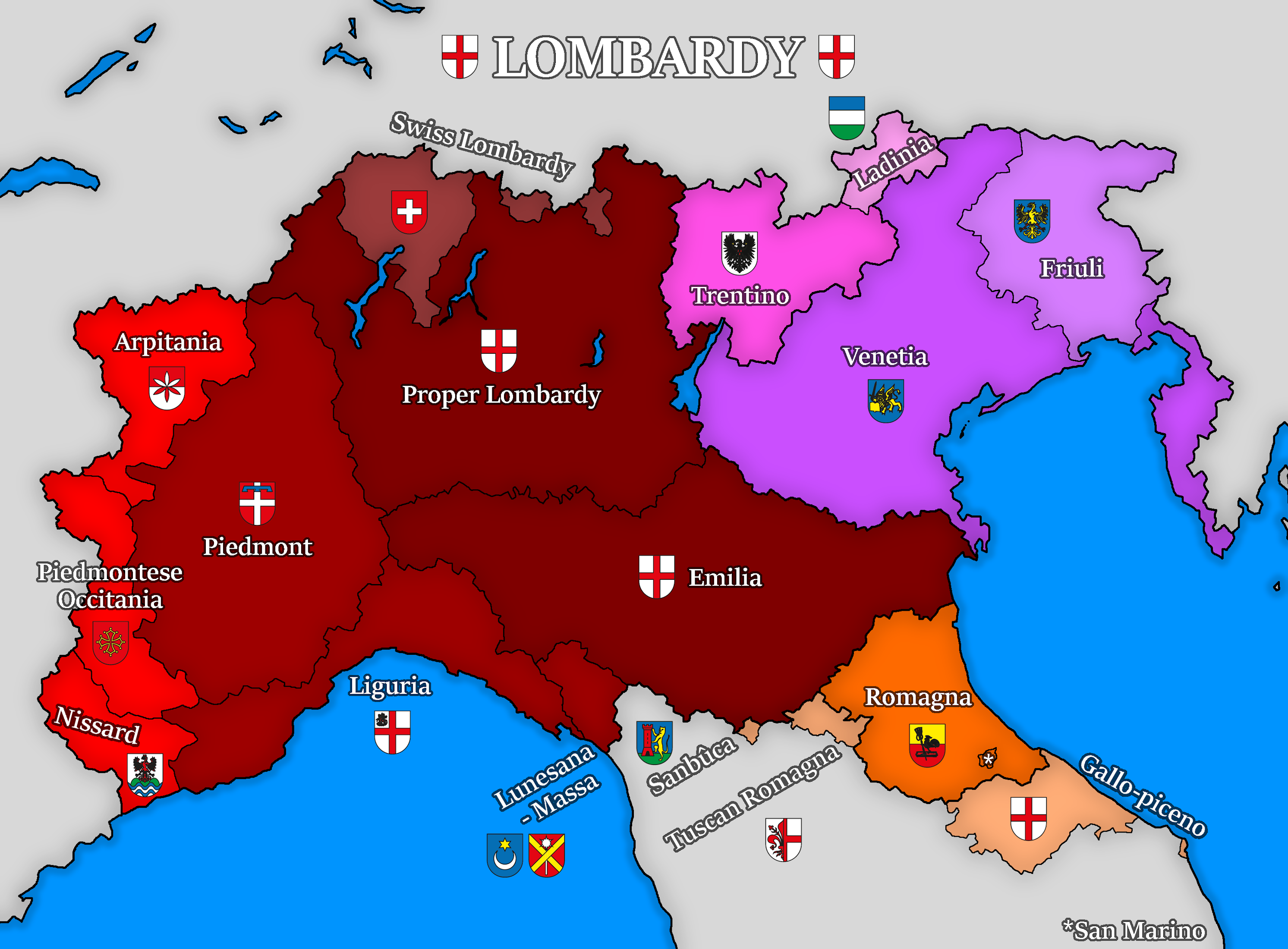
역사적인 롬바르디아 지도. 붉은색 계열이 롬바르디아로 간주되는 지역이며 주황색 계열은 언어적, 민족적으로 롬바르디아와 관련이 있는 지역이다.

1521년 8월 20일, 드 레 마크의 룩셈부르크 공격에 대한 대응으로 하인리히 폰 나사우가 이끄는 신성 로마 제국군이 프랑스 북동부를 침공했다. 아데는 제국군이 휩쓸었고, 무조는 공성전 이후 심각한 피해를 입었으며 오바토는 약탈을 당하고 주민들이 학살되었다. 제국군은 메지에르 공방전에서 피에르 테라유 드 바야르가 이끄는 프랑스군과 3주간 대치를 했고, 이를 통해 프랑수아 1세는 메지에르를 구원하기 위해 랭스에서 대규모 군대를 모을 수 있었다. 9월 26일 프랑수아 1세가 메지에르에 도착하기 며칠 전 포위된 프랑스군은 보급을 받을 수 있었지만 이미 마을은 심각하게 파괴된 뒤였다. 하인리히는 철수할 수 밖에 없었지만 후퇴하는 동안 가는 길에 있는 마을들을 엉망으로 만들었다. 런던 조약에 따라 1519년 프랑스에 반환된 투르네도 제국군의 공격을 받았다. 프랑수아 1세의 명령에 따라 프랑스군이 후퇴하고 해체되면서 투르네 마을은 제국군에 항복했다.
한편 프랑스-나바라 연합군은 카스티야군이 막 강화를 마친 아마유르마야 요새로 진격했고, 1521년 10월 3일 카스티야군은 안전하게 카스티야로 돌아가는 조건을 내걸고 항복했다. 기욤 구피에의 프랑스군은 이룬으로 진격해 우란추 요새를 함락시켰고 기욤의 군대는 클로드 드 로렌의 군대와 함께 프랑스-스페인 국경지역의 비다소아강 어귀에 있는 온다리비아를 점령했다. 1524년 3월까지 프랑스군은 스페인 북부에 있는 온다리비아를 지켰다.
1521년 11월 28일 카를 5세와 헨리 8세는 비밀리에 브뤼허 조약을 체결했다. 밀라노 총독이었던 프랑스의 오데 드 푸아는 제국군과 교황군에 맞서 싸우는 임무를 맡았지만, 그는 교황군 사령관이었던 프로스페로 콜론나에게 압도당했고 1521년 11월 밀라노를 벗어나 아다강으로 후퇴하여 라이슬로이퍼의 지원을 받았고, 라이슬로이퍼에게 봉급을 줄 수 없었던 푸아는 제국군과 바로 싸우자는 라이슬로퍼의 주장을 받아들일 수 밖에 없었다.
1522년 4월 27일 푸아는 콜론나가 이끌고 있던 제국-교황 연합군을 밀라노 근처의 비코차에서 공격했다. 푸아는 그의 부대의 장점인 포병을 활용하려고 했지만, 적을 공격하기 급급했던 라이슬로이퍼가 포병을 막고 스페인 아쿼버스 부대를 향해 돌격했다. 이어진 혼전에서 라이슬로이퍼는 스페인군과 란츠크네히트에게 패배했다. 이 전투로 라이슬로이퍼의 사기는 바닥났고 라이슬로이퍼는 각자의 칸톤으로 돌아갔으며 롬바르디아는 버려졌다. 콜론나와 달바로스는 프랑스군과 대치 없이 1522년 5월 30일 제노바를 점령했다.

## 반프랑스 연합
1522년 프랑스가 롬바르디아에서 퇴각하자마자 1522년 5월 29일 잉글랜드 왕국은 프랑스 왕국에 공식적으로 선전포고하였다. 1522년 6월 16일 카를 5세와 헨리 8세는 윈저 조약을 체결했다. 그 조약은 프랑스에 대한 영국과 제국의 공동 공격의 개요를 설명했는데 카를 5세는 프랑스와의 갈등 때문에 영국이 손실할 금액을 보상하고 이전에 진 빚을 갚기로 동의했으며 동맹을 강화하기 위해 카를 5세는 또한 헨리의 외동딸 메리와 결혼하기로 동의했다. 1522년 7월 잉글랜드군은 모를레를 기습했고 9월에는 칼레에서 출발한 잉글랜드군이 교외 지역을 약탈하고 방화했지만 프랑스군과 맞닥뜨리지는 않았다.
자금을 모으기 위해 프랑수아 1세는 수잔나 드 부르봉과의 결혼을 통해 재산의 대부분을 받은 샤를 3세 드 부르봉 공작을 상대로 소송을 계속했다. 수잔나가 죽은 후, 수잔나의 여동생이자 프랑수아 1세의 어머니인 루이제 드 사보이는 죽은 수잔나과 더 가까운 친족관계 때문에 문제가 되는 영토가 자신에게 넘겨져야 한다고 주장했다. 프랑수아 1세는 분쟁이 있는 땅들을 점령하는 것이 전쟁을 계속할 수 있을 만큼 자신의 재정을 충분히 향상시킬 것이라고 믿고 있었고 루이제의 이름으로 부르봉 가문의 영토 일부를 몰수하기 시작했다. 샤를 3세는 프랑수아 1세의 행동에 분개했고 의회에서 자신이 고립되자 카를 5세에게 제안을 걸어 이 상황에 대한 보상을 받고자 했다.
베네치아의 도제였던 안토니오 그리마니가 사망한 이후 캉브레 동맹 전쟁의 참전자였던 안드레아 그리티가 새로운 베네치아의 도제 자리에 올랐다. 안드레아는 바로 카를 5세와 협상을 개시해 1523년 7월 29일 보름스 조약을 맺고 전쟁에서 빠졌다. 샤를 3세는 카를 5세에게 돈과 독일군을 빌려주면 프랑수아 1세에게 맞서 반란을 일으키겠다는 계획을 지속적으로 전달했다. 샤를 3세의 계획을 알아차린 프랑수아 1세는 1523년 10월 샤를을 리옹으로 소환했지만 샤를은 병을 핑계로 리옹에 나타나지 않았다. 프란치스코는 부르봉 공작이 신성 로마 제국 영토에 도달하여 카를 5세의 군대에 공개적으로 참여한 이후 가능한 한 많은 부르봉 공작의 동료들을 법의 심판을 받게 했다.
카를 5세는 이후 피레네산맥을 침공했다.

### 내용주
1. ↑  프란체스코 2세 스포르차가 카를 5세와 교황 클레멘스 7세의 보호 하에 밀라노 공국의 대공으로 복귀했다.[1]
2. ↑  프랑수아 1세의 석방은 프랑스 왕국이 밀라노 공국에 대한 영유권을 포기하고 부르고뉴 공국을 합스부르크 왕가에 양도하는 것이 조건이었다.[2]
3. ↑  이 명칭은 1521년 전쟁이 발발해 1525년 파비아 전투로 모든 전투가 끝난 것에서 기인했지만, 1526년까지 평화조약이 체결되지는 않았다[3]

### 참조주
1. ↑  History of Italy, book XVI, chapter II, Francesco Guicciardini
2. ↑  History of Italy, book XVI, chapter XV, Francesco Guicciardini
3. ↑  Knecht 1994, 129쪽.
4. ↑  Setton 1984, 186쪽.
5. ↑  Blockmans 2002, 49~50쪽.
6. 1 2  Brady 2009, 152쪽.
7. 1 2  Setton 1984, 193쪽.
8. ↑  Wooding 2009, 90–91쪽.
9. ↑  Setton 1984, 187쪽.
10. ↑  Frieda 2018, 99쪽.
11. ↑  Brady 2009, 144–145쪽.
12. 1 2 3  Rowdon 1974, 77–78쪽.
13. ↑  Parker 2019, 90쪽.
14. 1 2  Blockmans 2002, 51쪽.
15. ↑  Blockmans 2002, 30쪽.
16. ↑  Mottram 2008, 43쪽.
17. ↑  Frieda 2018, 113쪽.
18. ↑  Mottram 2008, 47–48쪽.
19. ↑  Wooding 2009, 106쪽.
20. ↑  Frieda 2018.
21. ↑  Knecht 1994, 175–176쪽.
22. 1 2  Blockmans 2002, 51–52쪽.
23. ↑  Oman 1937, 173–174쪽.
24. 1 2  Blockmans 2002, 80–81쪽.
25. ↑  Rowdon 1974, 88쪽.
26. ↑  Setton 1984, 193–194쪽.
27. ↑  Parker 2019, 132쪽.
28. ↑  Setton 1984, 194쪽.
29. 1 2 3  Frieda 2018, 132–133쪽.
30. 1 2  Blockmans 2002, 52쪽.
31. ↑  Potter 2008, 166–167쪽.
32. ↑  Potter 2008, 206쪽.
33. ↑  Frieda 2018, 134쪽.
34. ↑  Bustillo Kastrexana 2012, 96쪽.
35. ↑  Pérez 1998, 354쪽.
36. ↑  Rowdon 1974, 94쪽.
37. ↑  Konstam 1996, 88쪽.
38. ↑  Oman 1937, 175–176쪽.
39. 1 2  Blockmans 2002, 57쪽.
40. ↑  Oman 1937, 180쪽.
41. ↑  Oman 1937, 181–182쪽.
42. ↑  Oman 1937, 184, 186쪽.
43. 1 2  Knecht 1994, 200쪽.
44. ↑  Mottram 2008, 47쪽.
45. ↑  Mottram 2008, 39쪽.
46. 1 2  Knecht 1994, 204쪽.
47. ↑  Norwich 2003, 439쪽.
48. ↑  Knecht 1994, 206쪽.
49. ↑  Knecht 1994, 207쪽.
50. ↑  Knecht 1994, 208쪽.